# Hollow Horn Bear
Hollow Horn Bear (en lakota, Matȟó Héȟloǧeča), né en 1851 et mort à Washington le 15 mars 1913, est un dirigeant des Brûlés, groupe ethnique des Lakotas, et un diplomate. Il participe à de nombreuses guerres Sioux, y compris la bataille de Little Bighorn. Il est le négociateur des Lakotas, faisant plusieurs voyages à Washington pour défendre leurs intérêts. Il prend part aux défilés inauguraux des présidents américains Theodore Roosevelt et Woodrow Wilson. Il meurt d'une pneumonie à Washington lors d'un de ses voyages. Il figure sur un timbre-poste américain de 1922.
Hollow Horn Bear est un personnage clé d'une période de transition durant laquelle les Lakotas voient leur statut de peuple autonome évoluer vers celui d'une nation indigène forcée de composer, pour survivre, avec l'État américain. Sa sagesse et ses talents de négociateur ont permis au gouvernement américain d'entendre le point de vue des Lakotas, et aux Lakotas d'entrevoir les nouveaux chemins qu'ils devaient suivre pour survivre en tant que nation.

## Biographie
Hollow Horn Bear est né dans le Territoire du Nebraska. Son nom lakota, hérité de son grand-père, est Mato Hehlogece. Il est l'un des sept fils du chef lakota Iron Shell (en) (Maza Pankesta),, et de Wants Everything (Wisica Wacin Win). Il naît l'année de la signature d'un traité de paix avec les États-Unis. Durant son enfance, les Lakotas mènent une vie organisée autour de la chasse au bison et de la cueillette, mais ils sont de plus en plus soumis à des concurrences extérieures sur leurs terres, notamment en ce qui concerne le commerce de la fourrure et à des convoitises des settlers américains. Il est fait prisonnier au cours de la bataille de Ash Hollow, et retenu en captivité avec sa mère à Fort Laramie, jusqu'en octobre 1855
Hollow Horn Bear participe à 31 batailles des guerres sioux. Il a 12 ans lors de sa première bataille. Lorsqu'il a 16 ans, son père et lui combattent contre les Pawnees, près de Genoa, dans le Nebraska, et à l'adolescence, il participe à des raids contre des colons et des mineurs dans l'actuel Montana, le Wyoming, le Dakota du Nord et du Sud. Il poursuit ses combats contre l'armée américaine dans le Wyoming et près de Crow Agency, dans le Montana. Les Lakotas signe le traité de Fort Laramie en 1868 avec les États-Unis, qui leur garantit la possession de la région des Black Hills, dans les actuels Dakota du Sud, Wyoming et Montana. En 1869, il participe à des actions contre la construction de l'Union Pacific Railroad.
En 1874, Hollow Horn Bear épouse Good Bed (Ohe Waste Win), fille du chef lakota Conquering Bear (en). Ils ont sept enfants. La même année, il commence à travailler pour l'armée américaine en tant qu'Éclaireurs indiens de la United States Army. L'armée américaine essaye d'empêcher les intrusions de settlers, et notamment de chercheurs d'or sur les Black Hills, territoires sacrés des Lakotas en principe protégés par le traité de 1868, mais elle rencontre de grandes difficultés, et en 1876, de nouvelles villes, Deadwood, Rapid City et Custer, sont créées et des milliers de settlers et de boomers (en) s'installent dans les Black Hills. L'impuissance militaire du gouvernement fédéral le conduit à instituer un accord qui autorise la colonisation des Black Hills, mais cet accord n'est pas approuvé par la majorité des trois-quarts des Lakotas, comme cela était requis depuis le traité de 1868. En 1880, la plupart des bisons ont disparu, et les Lakotas sont confinés dans des réserves, sous l'autorité du Bureau des affaires indiennes. À partir de cette période, les agents du gouvernement ont des contacts quotidiens avec les Lakotas, cherchant notamment à recruter des membres de ce peuple comme représentants politiques ou pour des fonctions administratives, dans une visée « civilisatrice ». Hollow Horn Bear prend progressivement une place de dirigeant et de diplomate. Tout en s'efforçant de défendre les intérêts de son peuple et de s'assurer qu'ils soient pris en compte par les agents gouvernementaux, il se rend compte que les Amérindiens doivent s'adapter à la vie dans les réserves et vivre en paix avec le gouvernement américain. Il devient policier au sein des forces de police créées par le Bureau des affaires indiennes, dans un but de protection de son peuple. Il multiplie également les rencontres avec les autres dirigeants indiens, notamment les Cheyennes du Sud, en Oklahoma, pour favoriser un mouvement représentatif pan-indien et des alliances entre Nord-Amérindiens, pour défendre des intérêts similaires.

## Responsabilités au sein du peuple Lakota
Lorsque Iron Shell meurt en 1883, Hollow Horn Bear devient le chef de son tiospaye ou famille élargie. Dans les années 1880, Hollow Horn Bear se rend à Washington, pour discuter de questions concernant les difficultés rencontrées par la réserve avec le gouvernement américain.
En 1889, il représente sa tribu dans les négociations entre la Grande Réserve sioux et une commission américaine, avec George Crook, pour des ventes de terres visant à ouvrir un corridor de l'est du Territoire du Dakota jusqu'aux Black Hills. Hollow Horn Bear est conscient de la difficulté à protéger les terres si elles restent indivises, tandis qu'elles seraient protégées par les lois concernant la propriété privée aux États-Unis si elles sont sous forme de lots individuels dont le propriétaire est connu. Il s'oppose à la vente de terres autochtones dans le cadre d'un différend sur la revendication territoriale des Black Hills. Il souhaite plutôt vendre des terres dans les actuels comtés de Tripp et Gregory, dans le Dakota du Sud, qu'il estime de moindre valeur.
Hollow Horn Bear est un défenseur des Lakotas durant les négociations de 1890 à 1910. Après le massacre de Wounded Knee en décembre 1890 et la guerre de la Danse des esprits, en 1890-1891, et alors que les settlers et le gouvernement américain estiment que les Lakotas vont se révolter contre le système de réserves indiennes, Hollow Horn Bear s'efforce de communiquer au gouvernement la volonté pacifique des Lakotas. Le journal The Brooklyn Daily Eagle, indique qu'il fait partie de la délégation qui rencontre en 1891 le secrétaire à l'Intérieur, John Willock Noble à Washington. Selon ce journal, après avoir pris la parole, il demande l'indemnisation des Indiens qui ont perdu leurs biens durant les troubles : « En 1901, Hollow Horn Bear faisait à nouveau partie de la délégation des Sioux à Washington, après que la Grande Réserve sioux eut été scindée en petites réserves ».

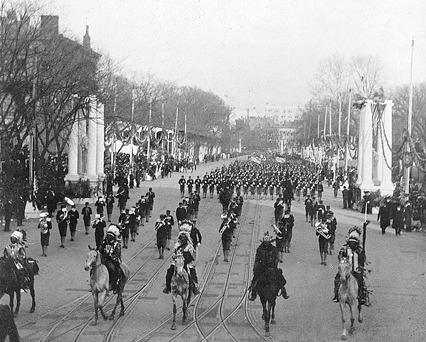
Défilé à Washington, pour l’investiture de Théodore Roosevelt, le 4 mars 1905. Hollow Horn Bear est à l'extrémité droite.

En 1905, il est invité à prendre part à l'investiture du président Théodore Roosevelt et est l'un des Amérindiens qui participèrent au défilé inaugural du 4 mars 1905, aux côtés de Geronimo (Apache), Quanah Parker (Comanche), Buckskin Charley (Ute), Little Phime (Pied-noir) et American Horse (Oglala). Il est reçu par les présidents William Howard Taft (en fonction de 1909 à 1913) et Benjamin Harrison (président de 1889 à 1893). Il participe également, aux côtés de Geronimo et d'American Horse, à l'Exposition universelle de 1904, à Saint-Louis.
Hollow Horn Bear se convertit au catholicisme. Sa fille est baptisée en 1907, prenant le prénom chrétien d'Emelie. Une grande partie de sa famille est ensuite baptisée. Hollow Horn Bear prend le prénom de Daniel. Il est conférencier invité à la convention de 1906 de la Fédération américaine des sociétés catholiques à Boston, et joue un rôle dans la conversion au catholicisme d'une grande partie de sa tribu.
En 1913, il participe à la cérémonie de dédicace du National American Indian Memorial, où il prend la parole au nom des tribus indiennes présentes, et au défilé inaugural du président Woodrow Wilson, auquel il offre une pipe de paix en argile rouge du Dakota,,. Il contracte une pneumonie aiguë au cours de son séjour à Washington et meurt le 15 mars à l'hôpital Providence,. Ses funérailles ont lieu à Washington, en présence de plusieurs centaines de personnes.

## Funérailles
Le 22 mars 1913, la revue Sacred Heart Review relate que, lors des funérailles, « Les chefs des Indiens Pieds-Noirs, Crow et Sioux, resplendissants de plumes et de couleurs, suivirent le corps jusqu'à l'autel, la tête inclinée de douleur. Agenouillés sur les bancs avant de l'église faiblement éclairée, [ils] rendirent leur dernier hommage au chef mort. Les funérailles ont attiré une foule nombreuse. » Son corps est ensuite transféré, au départ de la gare de Washington Union Station avec une délégation de dirigeants amérindiens, sous escorte militaire selon l'ordre du secrétaire de l'Intérieur Franklin Knight Lane, à direction de Crookston, dans le Nebraska, et enterré dans la réserve de Rosebud, à la mission franciscaine.

## Hommages

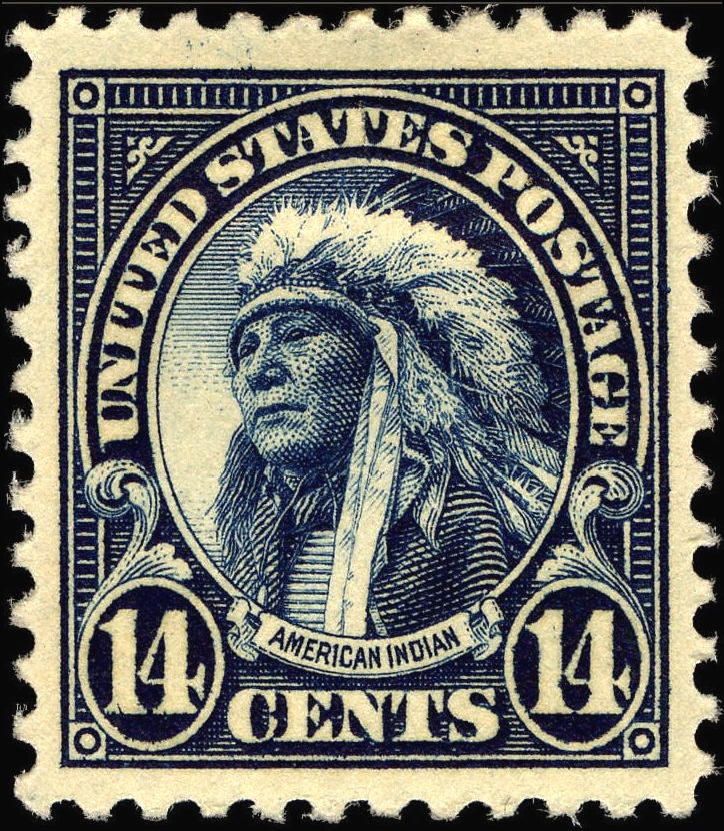
Hollow Horn Bear sur un timbre-poste américain (1922).

Hollow Horn Bear figure sur un timbre de 14 cents et un billet de cinq dollars. Le timbre, conçu par Clair Aubrey Houston, est dessiné d'après une photographie prise par De Lancey Gill,.

## Galerie

Hollow Horn Bear
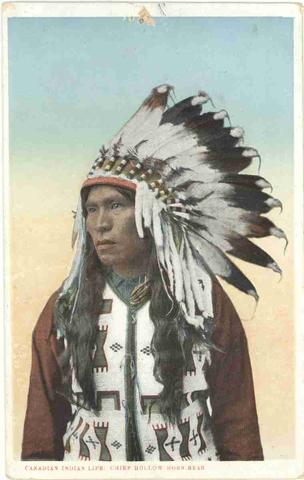
Photo colorisée d'Hollow Horn Bear
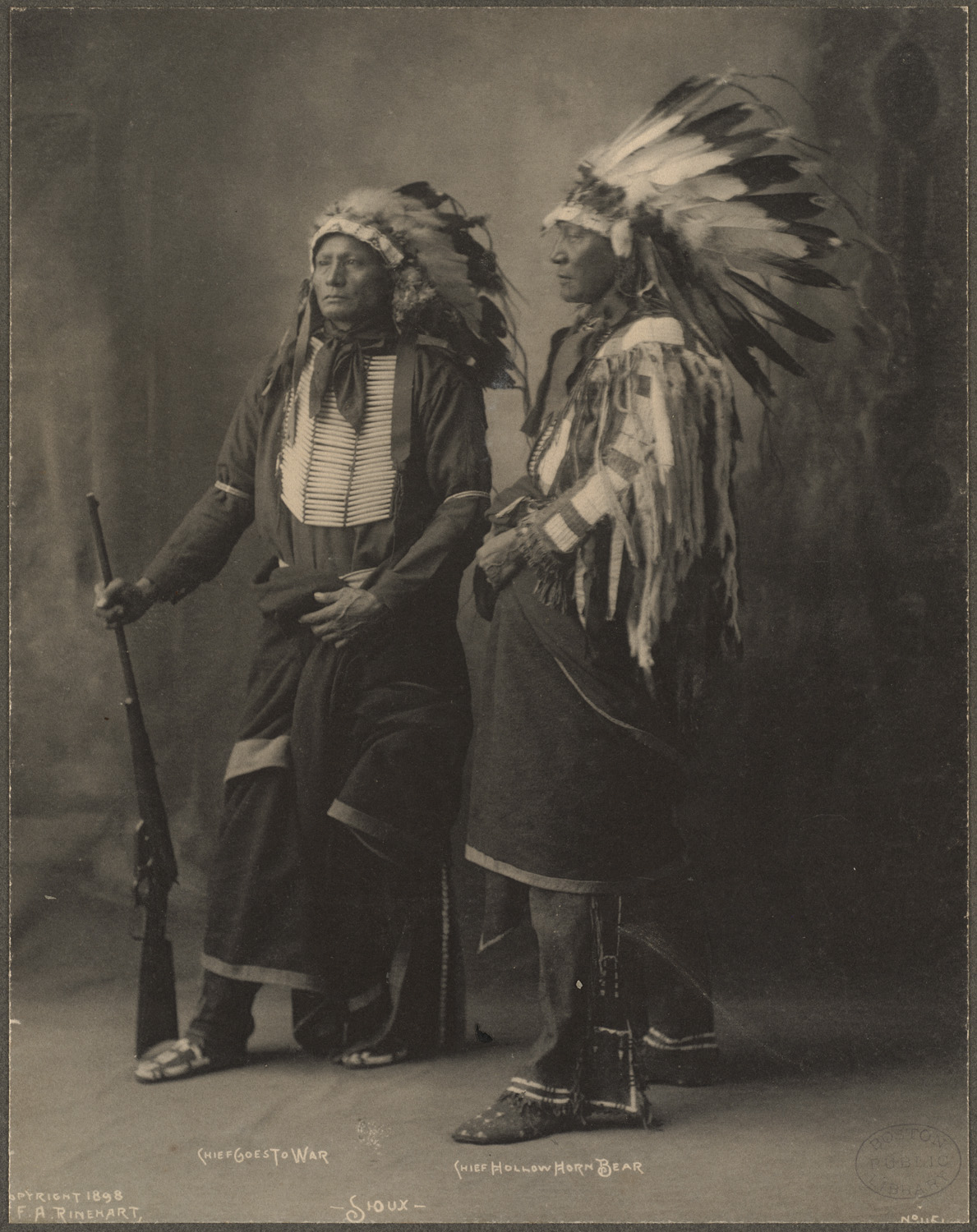
Hollow Horn Bear de profil
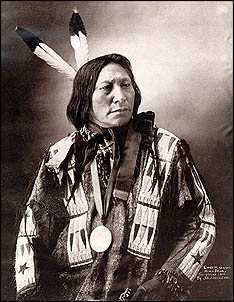
En 1900
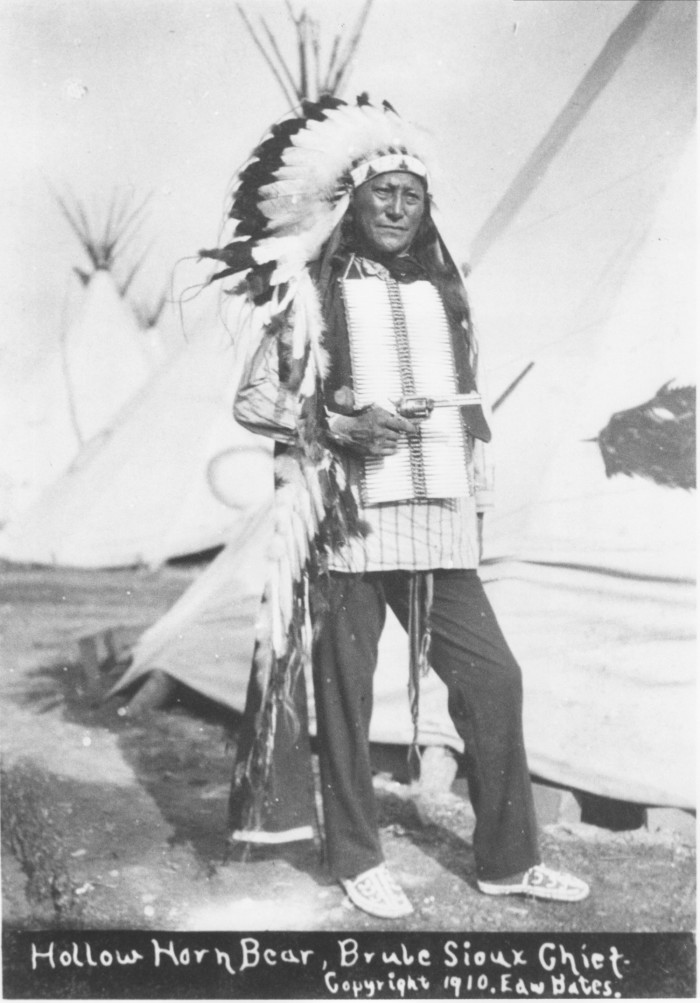
Avec un pistolet
Portrait assis
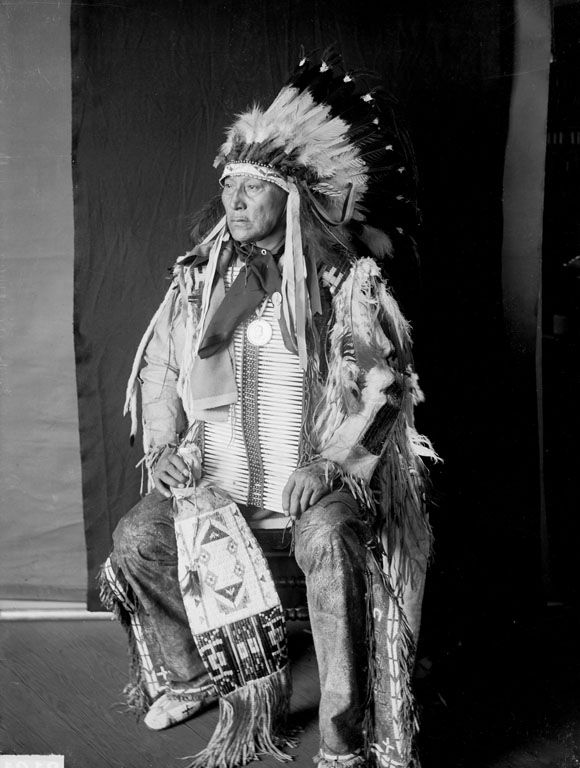
En 1905
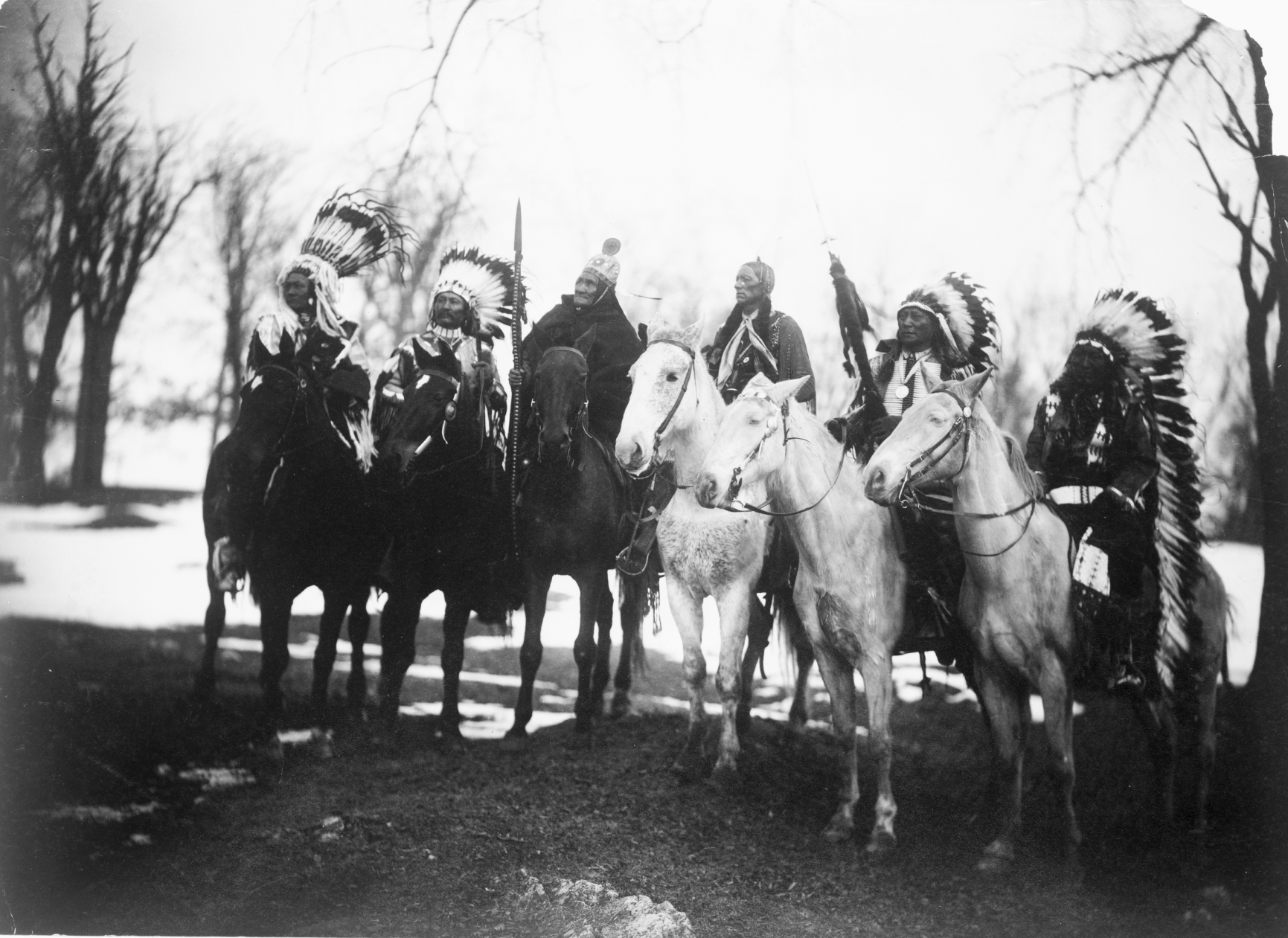
Deuxième à partir de la droite